# Santissimo Crocifisso Agonizzante in Arcione

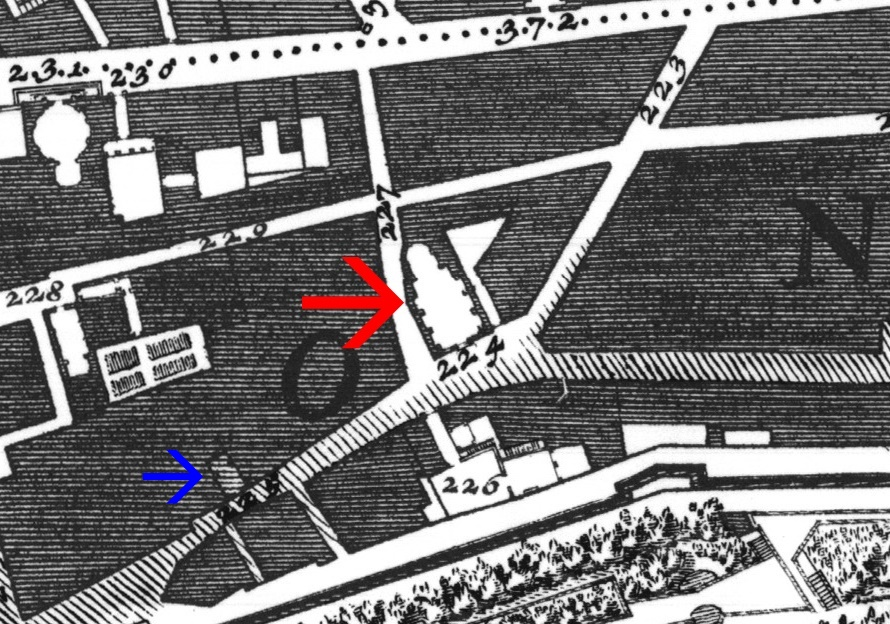
Mapa da região no Mapa de Nolli (1748). Em azul, o oratório do Santissimo Crocifisso (na moderna Via in Arcione). Em vermelho, a igreja da qual era subsidiário, San Nicola in Arcione, na esquina da Via in Arcione com o Vicolo del Gallinaccio. A Via del Traforo não existia e foi aberta à direita da igreja no início do século XX.

Santissimo Crocifisso Agonizzante in Arcione era um oratório que ficava localizado na Via in Arcione, no rione Trevi de Roma, nas imediações do atual número 107 da via. Era dedicada a Vera Cruz.

## História
O Mapa de Nolli (1748) mostra este pequeno oratório, que pertencia à Confraternità del Santissimo Sacramento in Arcione, a oeste da igreja de San Nicola in Arcione. Como ele não é citado nas fontes do final do século XIX, supõe-se que ele não tenha sobrevivido à ocupação francesa de Roma no final do século XVIII e início do século XIV. Segundo o estudioso italiano Ferruccio Lombardi, o oratório foi destruído por um incêndio em 1740. A planta era retangular com a nave separada do presbitério por um arco triunfal.